# Хюбнер, Леопольд Эрастович
Леопольд Эрастович Хюбнер (нем. Hübner; 1829—1872) — российский астроном и геодезист.

## Биография
Леопольд Хюбнер родился 7 (19) октября 1829 года в Крыму в имении отца своего близ города Симферополя. По окончании курса в Симферопольской мужской казённой гимназии поступил в 1848 году в Императорский Санкт-Петербургский университет, на 2-е отделение (физико-математическое) философского факультета, курс которого окончил в 1852 году со степенью кандидата.

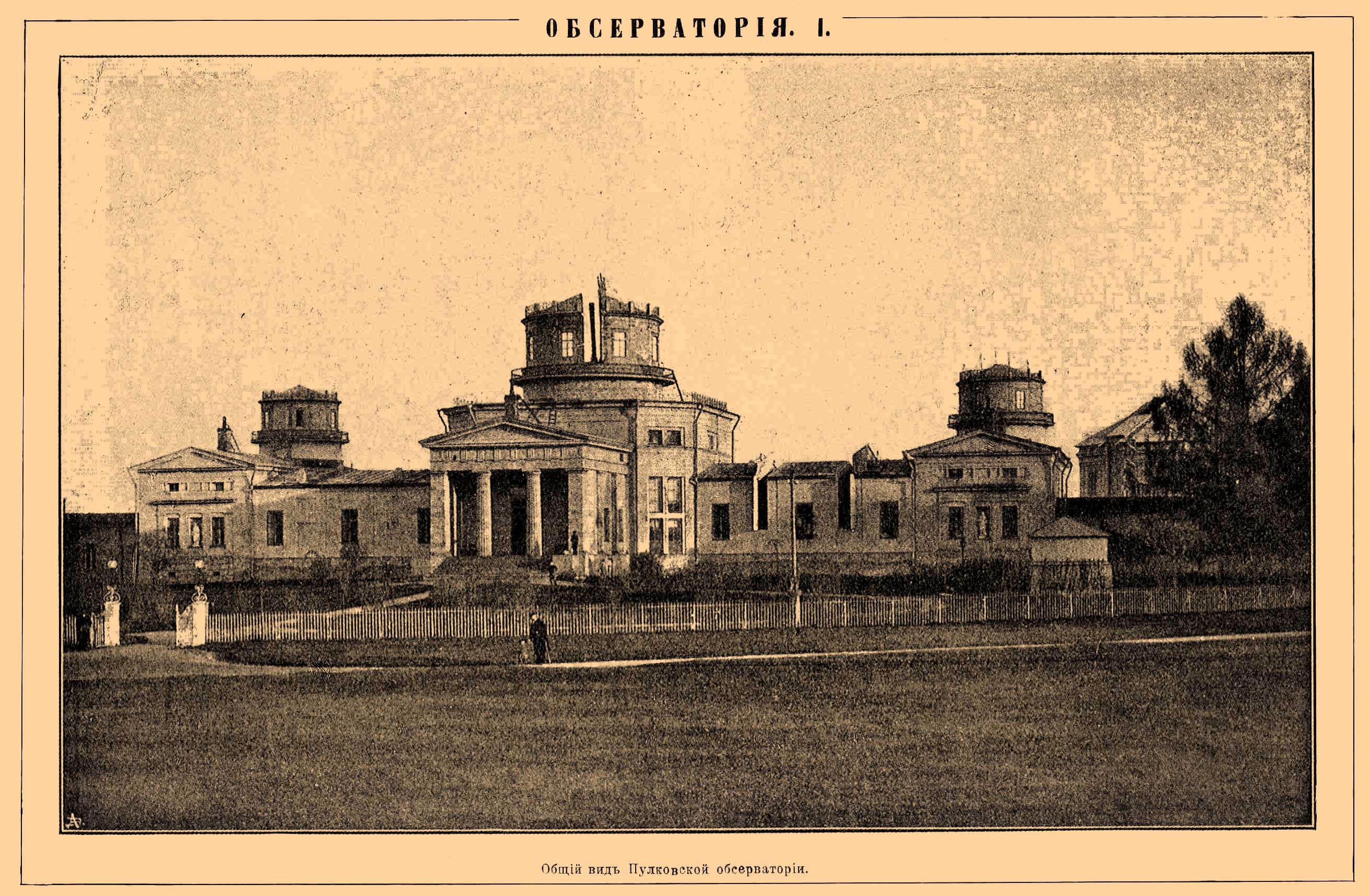
Пулковская обсерватория

Избрав своей специальностью астрономию, он поступил на службу в Пулковскую обсерваторию помощником астронома. Во время своего пребывания в ней он участвовал в наблюдениях над кометой Биэлы и в определении разности долгот обсерваторий Пулковской и Дерптской (1854) и вместе с астрономом той же обсерватории В. К. Дёлленом производил (сначала в качестве помощника начальника экспедиции, а потом начальника) в 1855—1856 гг. измерительные тригонометрические работы на землях казенных уральских горных заводов, причем ими обоими были определены географические положения 25 пунктов, из которых Пермь и Екатеринбург вследствие точности их определения были избраны исходными пунктами для определения разностей долгот в том же крае при производстве в нем военными геодезистами и топографами тригонометрических работ с 1863 по 1866 год. Инструментами, употребленными Делленом и Хюбнером при своих определениях были круг Репсольда и 12 хронометров; а при ориентировании тригонометрической сети, произведенной ими на тех же горнозаводских землях, за основную точку был принят пункт Богословск, определение положения которого было также их делом.
В 1857 году Л. Э. Хюбнер был назначен директором Кронштадтской компасной (морской) обсерватории. Главнейшими из его работ по этой должности были: исследование хронометров для русского флота, поверка морских угломерных инструментов и телеграфное определение вместе с Мякишевым в 1868 году долгот Пулково-Кронштадт. Благодаря его исследованиям над хронометрами представилась возможность снабжать хронометры при отпуске их на суда, отправляющиеся в плавание, аттестатом с обозначением влияния температуры и времени на правильность их хода.
В 1864 году он участвовал в Пулковском съезде русских и иностранных астрономов, собравшемся главным образом для принесения Пулковской обсерватории поздравлений по случаю исполнившегося 7 августа 25-летия её существования. Последнее время своей службы Хюбнер был занят проектом устройства аппарата для показа жителям Кронштадта момента «среднего полдня» посредством выстрела из пушки.
11 декабря 1871 года он женился. В том же году Леопольд Эрастович Хюбнер был переведен в Николаев на должность астронома морской астрономии, но, не доехав до места своего нового назначения, умер 4 (16) февраля 1872 года в городе Либаве (ныне Лиепая).
Учёный принимал активное участие в становлении основанной в 1860 году Кронштадтской конфирмационной школы немецко-латышского лютеранского прихода и в течение восьми лет состоял членом совета этой школы.
Он также увлекался музыкой и неоднократно выступал исполнителем на благотворительных музыкальных вечерах.

## Источник
- Бобынин В. В. Гибнер, Леопольд Эрастович // Русский биографический словарь : в 25 томах. — СПб.—М., 1896—1918.